# Roots Germania
Roots Germania ist ein deutscher Dokumentarfilm in Form eines biografischen Essays aus dem Jahr 2007 unter der Regie von Mo Asumang, die auch das Drehbuch schrieb.
In dem Film, der von MA Motion in Koproduktion mit der ZDF-Sendereihe Das kleine Fernsehspiel und in Zusammenarbeit mit der Hochschule für Film und Fernsehen Potsdam produziert wurde, forscht Mo Asumang nach ihrer Identität als schwarze Deutsche.

## Handlung
Der Film schildert die Entstehung der Dokumentation, die Erlebnisse, Erfahrungen und die Reisen zu den Wurzeln (roots) der Regisseurin Mo Asumang, die deutscher und ghanaischer Abstammung ist. Auslöser der Filmidee war das Lied Die Kugel ist für dich der neonazistischen Band White Aryan Rebels, in dem zum Mord an Mo Asumang und anderen Prominenten aufgerufen wird. Dies wirkte bei Mo als Auslöser, der sie in ihrem Dokumentarfilm einmal quer durch Deutschland, nach England und bis nach Afrika führt. Getrieben von dem Wunsch, ihre Angst zu verlieren, beginnt Mo Asumang, sich mit den Neonazis auseinanderzusetzen. Sie will mehr über deren Begründungen für die Ausgrenzung von Migranten erfahren und stellt sich einigen von ihnen in direkter Konfrontation.
Mo Asumang führt Gespräche mit inhaftierten Neonazis und mit prominenten rechtsextremen Vertretern wie dem stark in der Rassenkunde verhafteten Rechtsanwalt Jürgen Rieger und filmt eine NPD-Demonstration. Dabei begegnet sie der Vereinnahmung germanischer Mythen und Symbole durch den Nationalsozialismus und den Neonazismus. Für die eigene Identitätssuche folgt sie dem Anwurf der Nazis: „Geh doch dahin, wo du hergekommen bist“. In Ghana angekommen stellt sie fest, dass sie dort eher als Weiße wahrgenommen wird. Bei einem Ahnenritual erspürt Mo, wie sie sich von ihrer Angst und ihrer Ahnenlosigkeit in Deutschland heilen kann. Zurück in der Heimat reist sie quer durch Deutschland, trifft sich mit Wissenschaftlern, besucht mit dem Leiter der neuheidnischen Germanischen Glaubens-Gemeinschaft e. V. Géza von Neményi ein Großsteingrab, steigt in die Himmler-Gruft der Wewelsburg hinab und findet sich plötzlich mitten im Vergangenheitstrauma der Deutschen wieder, das durch rechtsnationale Theorien über die Jahre bei vielen angeblich zur „Herkunftsamnesie“ geführt hat.

## Auszeichnungen
- Der Film wurde im Rahmen des kleinen Fernsehspiels im Jahr 2008 für den Grimme-Preis nominiert.[1]